# 青木英
青木英（日语：あおき えい，1973年1月20日—）是日本的动画导演及演出家。

## 人物
- 2005年4月之前属于AIC公司[1]，2013年5月與前AIC成員創立公司「TROYCA」。其担当分镜及演出的Shuffle!第十九话中由于有主角的黑化，曾掀起討論[2][3]。
- 主要使用名义，有时也会採蒼井啟的名义活動[1]。

## 参与作品

### 电视动画
- 平行世界物語（1999年，數位作業） ※「青木英」名義
- 拜托了老师（2002年，分镜、演出）
- 人造人009 THE CYBORG SOLDIER（2002年，演出）
- 超重神GRAVION（2002年，分镜） ※「蒼井啟」名義
- 小公主优希（2002年，分镜、演出） ※過場演出「青木英」名義
- 最后流亡（2003年，分镜）
- 超重神GRAVIONZwei（2003年，分镜） ※「蒼井啟」名義
- 拜托了双子星（2003年，分镜、演出） ※分鏡並用「蒼井啟」名義
- 驰风竞艇王（2004年，分镜）
- 女孩萬歲 first season（2004年，导演）
- 女孩萬歲 second season（2005年，导演）
- 我的女神（2005年，演出）
- SHUFFLE!（2005年，分镜、演出）
- BLOOD+（2006年，分镜、演出）
- COYOTE RAGTIME SHOW（2006年，分镜、演出）
- 南瓜剪刀（2006年，分镜）
- 奏光之Strain（2006年，分镜、演出）
- 东京魔人学园剑风帖 龖（2007年，分镜、演出）
- 食灵-零-（2008年，导演）
- 香格里拉（2009年，分镜）
- 化物語（2009年，分镜）
- 轻声密语（2009年，分镜）
- 笨蛋、测验、召唤兽（2010年，分镜）
- Angel Beats!（2010年，分镜）
- 娇蛮猫娘大横行（2010年，PV导演）
- 放浪男孩（2011年，导演）
- Fate/Zero（2011、2012年，导演）
- 刀劍神域（2012年，OP2分鏡、演出）
- 我的朋友很少NEXT（2013年，分鏡）
- ALDNOAH.ZERO（2014年，導演）
- GATE 奇幻自衛隊（2015年，演出輔佐）
- 櫻子小姐的腳下埋著屍體（2015年，OP演出、分鏡、演出輔佐）
- 機動戰士GUNDAM 鐵血的孤兒（2016年，OP2分鏡、演出）
- Re:CREATORS（2017年，導演）
- IDOLiSH7（2018年，監修）
- 終將成為妳（2018年，分鏡）
- 异度侵入 ID:INVADED（2020年，導演）
- IDOLiSH7（2021年，分镜）
- 食锈末世录（2022年，分镜）
- Overtake!（2023年，导演）

### OVA
- 天地無用! 魎皇鬼（第三期）（2003年 - 2005年，分镜、演出）
- 圆盘皇女 星灵节的新娘（2005年，演出）
- 异世界圣机师物语（2009年，分镜）
- 間之楔（2012年重製版，分镜）

### 剧场版动画
- 劇場版 空之境界「俯瞰風景」（2007年，导演）
- 劇場版 空之境界「痛觉残留」（2008年，演出协力）
- 劇場版 空之境界「未来福音 extra chorus」（2013年，導演、脚色）

### 网络动画
- 魔法游戏（2001年，2D：演出、3D：影像合成） ※3D版「青木英」名義

### 遊戲
- 魔法少女砂沙美PART.1（1996年，製作助理） ※「青木英」名義
- 神秘的世界（1996年，製作助理、除錯） ※製作助理「青木英」名義
- 大運動會 SS版（1996年，製作助理） ※「青木英」名義
- 大運動會ALTERNATIVE（1998年，製作行政）